# Almașu Mic (gmina Balc)
Almașu Mic – wieś w Rumunii, w okręgu Bihor, w gminie Balc. W 2011 roku liczyła 386
mieszkańców.